# Religión popular Yao

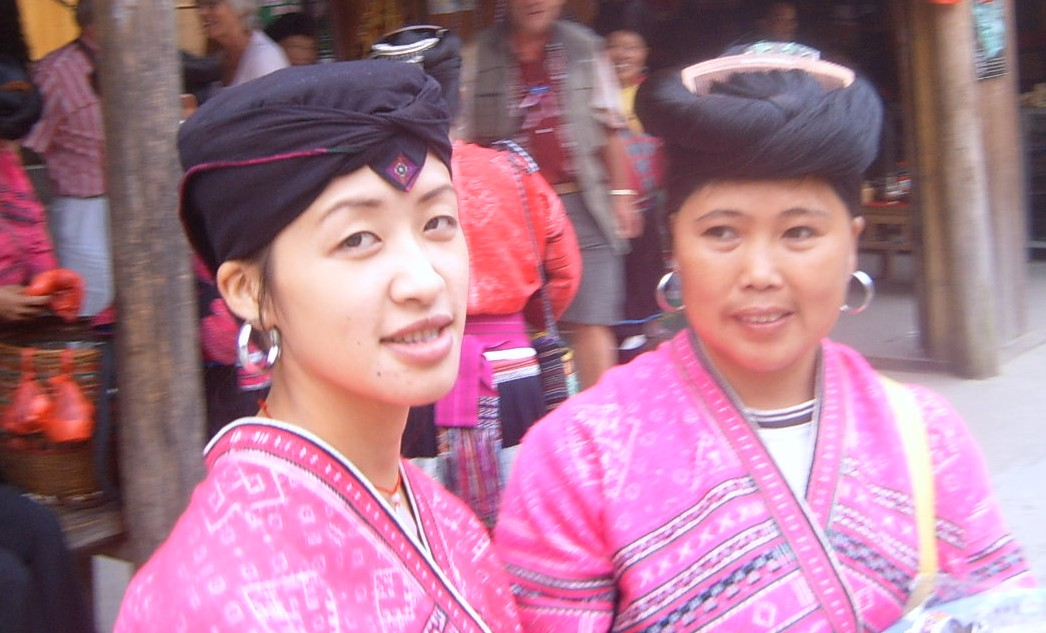
Mujeres yao.

La Religión popular Yao es la religión étnica del pueblo yao, un grupo étnico no sinítico que reside en Guangxi, Hunan y las provincias vecinas de China. Su religión está profundamente entremezclada con el taoísmo desde el siglo XIII, tanto que a menudo se la define como «taoísmo yao» (道教 道教Yáozú Dàojiào). En la década de 1980 se encontró que el Yao se identificaba claramente con la literatura teológica taoísta en idioma chino, considerada como un prestigioso estatuto de la cultura (文化wénhuà).
La religión popular de Yao fue descrita por un erudito chino de la mitad del siglo XX como un ejemplo de profunda «taoisación» (道教 化Dàojiàohuà). La teología central de Yao y la cosmología es taoísta; adoran a las deidades del taoísmo canónico —sobre todo a los Tres Puros— como las principales deidades, mientras que los dioses menores son aquellos que pertenecen a su propia religión indígena de pre-taoisación.
La razón de esta identificación estrecha de la religión yao y la identidad con el taoísmo es que en la sociedad yao, cada adulto masculino se inicia como taoísta, y el taoísmo yao es, por lo tanto, una religión comunitaria; esto contrasta con el taoísmo chino, que es una orden de sacerdotes que se han apartado de la religión tradicional china. Un sentido compartido de la identidad de Yao se basa además en rastrear su descendencia del ancestro mítico Panhu.

## Aspectos sociales
Se ha visto que el taoísmo de Yao representa una forma conservadora de práctica religiosa, exhibiendo paralelos con el taoísmo comunitario que floreció con los movimientos taoístas más tempranos de China y con los ayunos colectivos de la China medieval. Si bien los yao son hablantes de lenguas no siníticas ménicas , su tradición litúrgica taoísta es en escritura e idioma chino.
La fuerte identidad de la sociedad yao como una iglesia taoísta, y su alta alfabetización, son vistos como los factores de la orgullosa resistencia de los yaos del sudeste asiático a la penetración misionera cristiana de sus comunidades en los años sesenta y setenta.

## Sacerdocio
En la religión yao, todos los varones adultos son iniciados hasta cierto punto en el clero taoísta. Los «tsow» (sacerdotes taoístas) dicen que los sumos sacerdotes realizan ritos para los dioses superiores del panteón («sobre el cielo») y funerales oficiales. Por lo contrario, la religión popular de Yao retiene a una clase de sacerdotes o chamanes menores, los sip sien, que realizan rituales para los dioses menores («bajo el cielo»).
Existen cuatro niveles de iniciación en la iglesia taoísta de Yao, llamados: «colgar las lámparas» (kwa-tang), «ordenación del maestro» (tou-sai), después de lo cual a los ordenados se les da un sello y un certificado para realizar una realizar una variedad de ritos, y los dos niveles adicionales de «tareas de adición» (chia-tse) y «liturgias de enseñanza» (pwang-ko).
El Sai nzung sou es el libro de ceremonias para invitar a los mienv zoux ziouv, buenos espíritus que protegen el lugar. Los mienv morh son, en cambio, espíritus enojados que causan enfermedades y tragedias.

## Altar de la casa
El mienv baaih es el altar de los dioses de la casa de Yao, en un lugar fácilmente visible desde la puerta principal. Su objetivo es acoger a los espíritus (mienv). El mienv kuv es una tablilla con los nombres de los antepasados de la familia colocados sobre el altar; otra costumbre es el uso de imágenes de los antepasados en lugar de las tablillas.

## Rituales y psicología

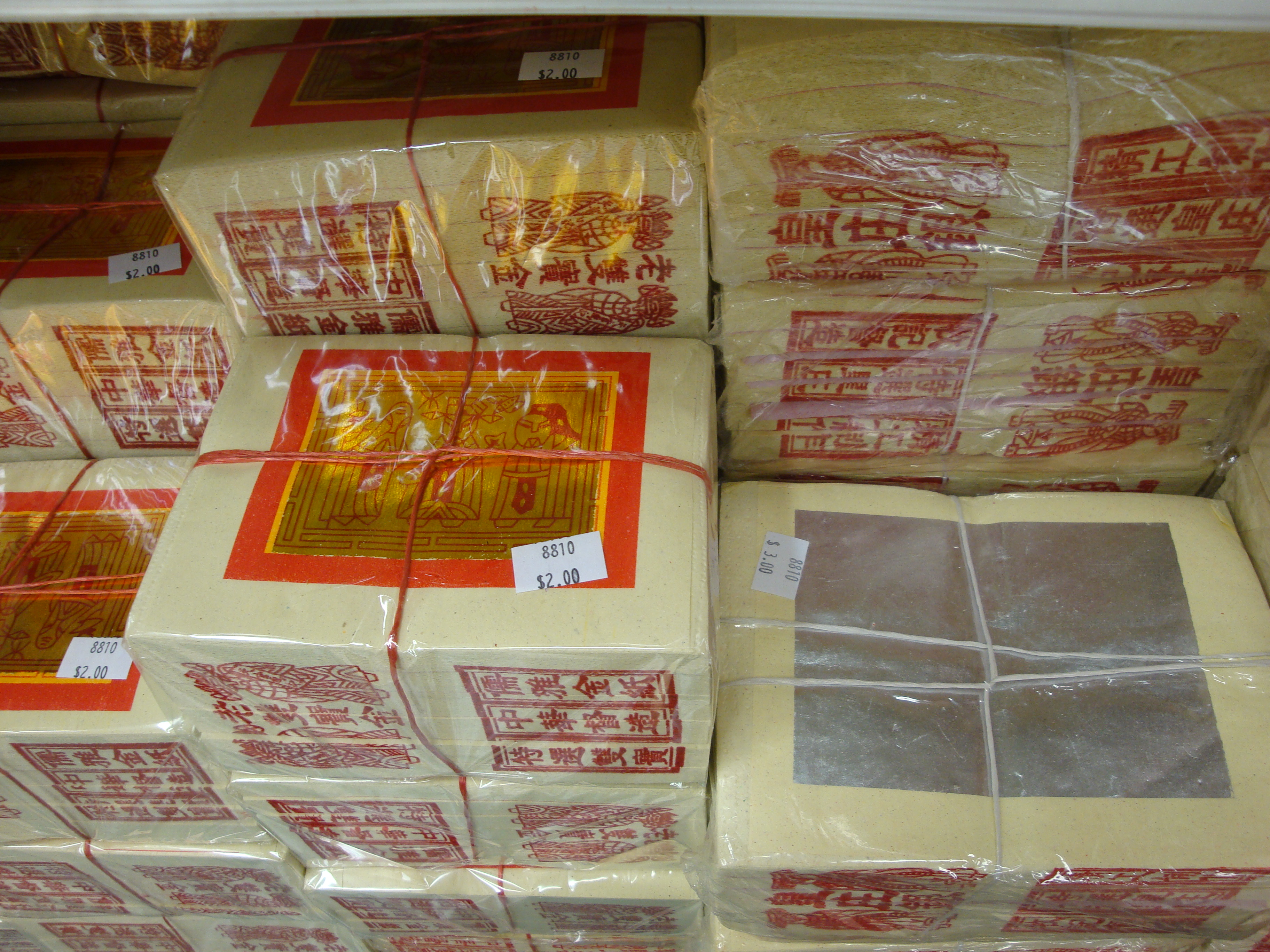
Traditional dinero espiritual (金紙) en paquetes para su venta.

Después de la muerte de una persona, los sacerdotes realizan el zoux caeqv, una ceremonia para liberar el cuerpo de la persona del pecado. Luego el sacerdote realiza un ritual de agua, el zoux sin, para purificar el cuerpo muerto de los espíritus malignos. Por último, el sacerdote realiza el doh dangh caeqv jaiv, una ceremonia para purificar el alma de la persona muerta de la influencia de los espíritus malignos.
El zoux sin-seix es un ritual final para dar al espíritu una vida después de la muerte pacífica y la felicidad en la nueva generación venidera, ya que los taoístas de Yao creen en la hoz seix o reencarnación. Otras prácticas involucran dinero espiritual y sacrificio.